# Ellie Greenwich
Eleanor Louise „Ellie” Greenwich (ur. 23 października 1940 w Nowym Jorku, zm. 26 sierpnia 2009 tamże) – amerykańska piosenkarka popowa, kompozytorka i producent muzyczny. Autorka takich piosenek jak „Be My Baby”, „Chapel of Love” czy „Christmas (Baby Please Come Home)”. Laureatka 25 złotych i platynowych płyt. Współpracowała z producentem muzycznym Philem Spectorem oraz takimi wykonawcami jak Neil Diamond, Frank Sinatra, Lesley Gore, Bobby Darin, Nona Hendryx i Cyndi Lauper. Greenwich zmarła 26 sierpnia 2009 roku na atak serca w szpitalu w Nowym Jorku.

## Wybrana dyskografia
- Jeff Barry & Ellie Greenwich – Do-Wah-Diddy: Words And Music By... (2008, Ace Records, CDCHD1203)